# Нед Маккендрі
Нед Маккендрі (англ. Ned McKendry, 4 липня 1992) — австралійський плавець.
Учасник Олімпійських Ігор 2012 року.
Переможець Ігор Співдружності 2014 року.